# Quinto poder
Quinto poder é um termo controverso criado pelo escritor e jornalista Ignacio Ramonet, cuja pretensão foi de desenvolver um sistema de separação de poderes do governo de Montesquieu. 
Existindo tal poder de caráter não oficial, ha alguns candidatos a este quinto poder. Um deles é decorrente do sistema econômico em vigor, pois este determina os mecanismos de intervenção do governo no setor econômico, muito influindo na governança do poder. 
Nesse caso, podem-se estabelecer inicialmente quatro principais modalidades:
- Capitalismo - Pequena ou moderada intervenção na economia, também denominado de livre mercado.
- Socialismo - Grande intervenção na economia, com quase total controle dos meios de produção.
- Fascismo - Controle central e com atuação autoritária.
- Social democracia - Regulação das atividades privadas e concessões de serviços públicos.

Um outro candidato seria a internet. Sendo um poderoso motor de debates, Por vezes não atuando de forma democrática, devido a controle do estado ou por divulgar e promover de forma organizada informação parcial mas que atua na comunicação de massa e que promove a globalização. 
Outro candidato é as organizações religiosas que podem influir na sociedade.